# John Astley
John Astley (Gateshead, 13 de enero de 1989) es un jugador de snooker inglés.

## Biografía
Nació en la ciudad inglesa de Gateshead en 1989. Es jugador profesional de snooker desde 2013, aunque se ha caído del circuito profesional en más de una ocasión y ha tenido que recuperar su plaza. No se ha proclamado campeón de ningún torneo de ranking, y su mejor resultado hasta la fecha fue alcanzar los cuartos de final del Masters de Riga de 2016, en los que cayó derrotado (1-4) ante Mark Williams. Tampoco ha logrado hilar ninguna tacada máxima, y la más alta de su carrera está en 138.